# Gunnarorchis
Gunnarorchis là một chi thực vật có hoa trong họ Orchidaceae.

## Hình ảnh

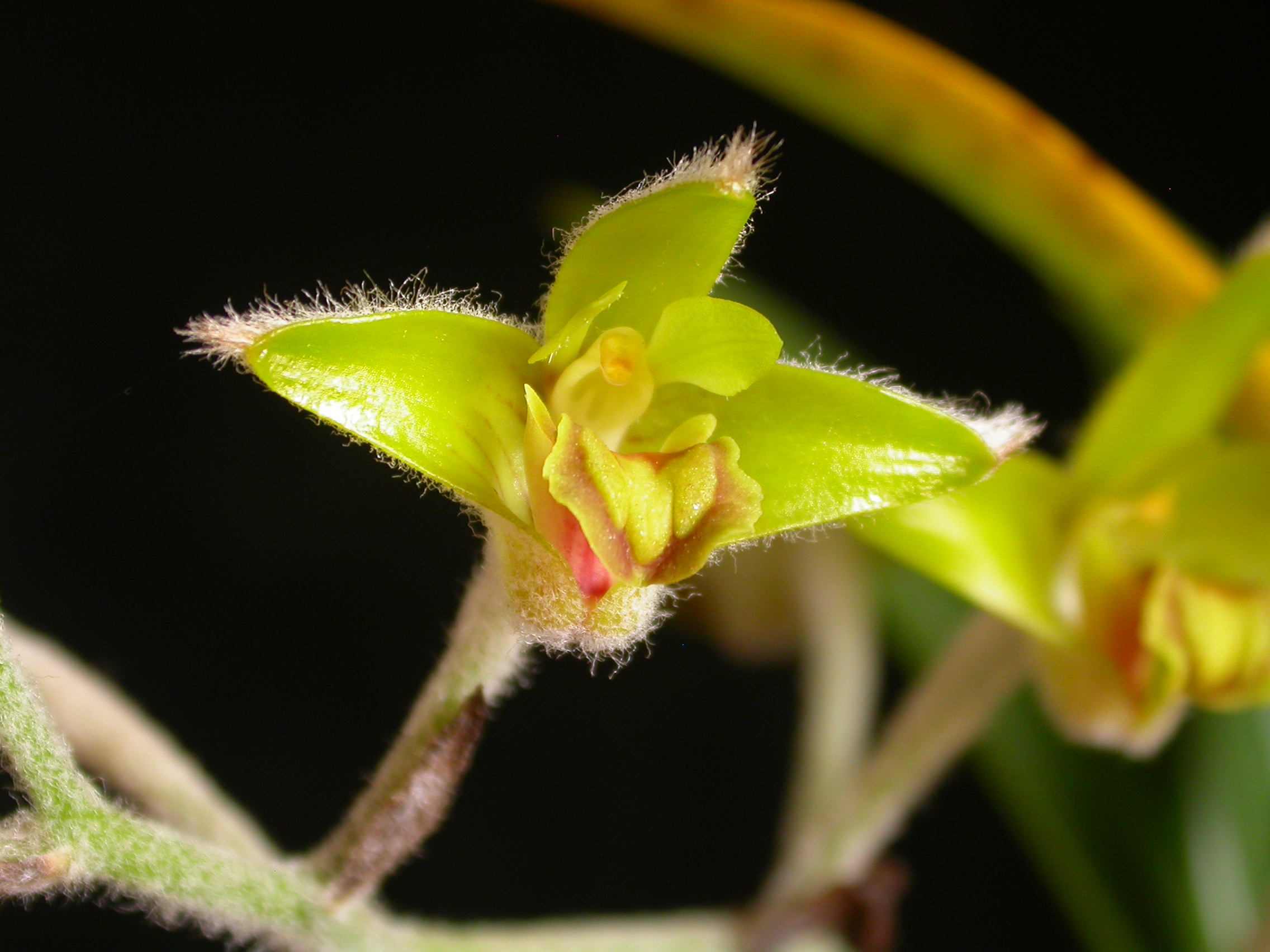